# Баранович, Ефим Викентьевич
Ефим Викентьевич Баранович (4 сентября 1884, Крюки, Смоленская губерния — 3 ноября 1948, Москва) — советский военачальник, генерал-майор (1940), профессор.

## Биография
Родился 4 сентября 1884 года в селе Крюки (сейчас — Крюк) Поречского уезда Смоленской губернии в бедной дворянской семье. Окончил 6 классов гимназии в 1901 году.

### В Русской императорской армии
Призван в Русскую императорскую армию в 1902 году. Учился в Виленском военном училище в 1904-1907 годах.
После окончания училища служил офицером в 164‑м Закатальском пехотном полку 41‑й пехотной дивизии, в расположении которого встретил Первую мировую войну.
С 25 октября 1915 года был переведен в Чебоксарский пехотный полк 77‑й пехотной дивизии. За время войны получил ранение и контузию, награждён тремя орденами и дослужился до чина подполковника.

### В РККА
В октябре 1919 году был мобилизован в РККА и стал командиром 6-го Тульского стрелкового полка. В январе 1920 года переведен командиром в 92-й стрелковый полк. С 29 февраля по 5 июня 1920 года был командиром 144-й стрелковой бригады. Затем стал командовать 48-й стрелковой дивизией.
С 9 сентября 1923 года по 27 июля 1924 года был слушателем Военно-академических курсов высшего комсостава РККА, после которых был назначен командиром 2-й Кавказской стрелковой дивизии.
В 1928 году был слушателем Курсов усовершенствования высшего командного и начальствующего состава при Военной академии РККА им. М.В. Фрунзе. После их окончания, с января по октябрь 1929 года находился в должностях помощника начальника снабжения Украинского военного округа, а затем командира 36-й Забайкальской стрелковой дивизии. В феврале 1932 года был переведен командиром в 34-ю стрелковую дивизию.
В октябре 1932 года стал преподавать в Военной академия механизации и моторизации имени И. В. Сталина, где сначала был руководителем тактики, а с февраля 1933 года - профессором и старшим преподавателем кафедры тактики. С марта 1938 года по февраль 1943 года был старшим преподавателем службы тыла академии.
С 7 февраля 1943 года по 2 августа 1944 года был заместителем, а затем с 23 сентября по 14 ноября 1944 года - первым заместителем командующего первой танковой армией, после чего вернулся в академию.
С ноября 1944 года по март 1947 года был начальником командного факультета академии. С июля 1947 года был начальником Академических курсов усовершенствования офицерского состава.
Умер в Москве  3 ноября 1948 года. Исключен из списков вооруженных сил 9 ноября 1948 года. Похоронен на Введенском кладбище.

## Воинские чины и звания
- Рядовой — 1902
- Подпоручик — 1907
- Поручик — 1908
- Штабс-капитан — 24.03.1916
- Капитан — 07.11.1916
- Подполковник — 1917
- Комбриг — 04.12.1935[2]
- Комдив — 26.04.1940[3]
- Генерал-майор — 04.06.1940[4]

## Награды
- Орден Святого Станислава II степени с мечами (07.11.1916)
- Орден Святой Анны IV степени с надписью "За храбрость" (03.11.1916)
- Орден Святого Станислава III степени с мечами и бантом (09.11.1915)
- Орден Ленина № 33701 (21.02.1945)
- Два ордена Красного Знамени (23.02.1928, 22.02.1930)
- Орден Кутузова II степени №1056 (21.06.1944)
- Орден Отечественной войны I степени (25.02.1944)
- Медаль «За оборону Москвы» (04.04.1945)
- Медаль «За победу над Германией в Великой Отечественной войне 1941—1945 гг.» (1945)
- Юбилейная медаль «XX лет Рабоче-Крестьянской Красной Армии» (22.02.1938)